# Indie pop

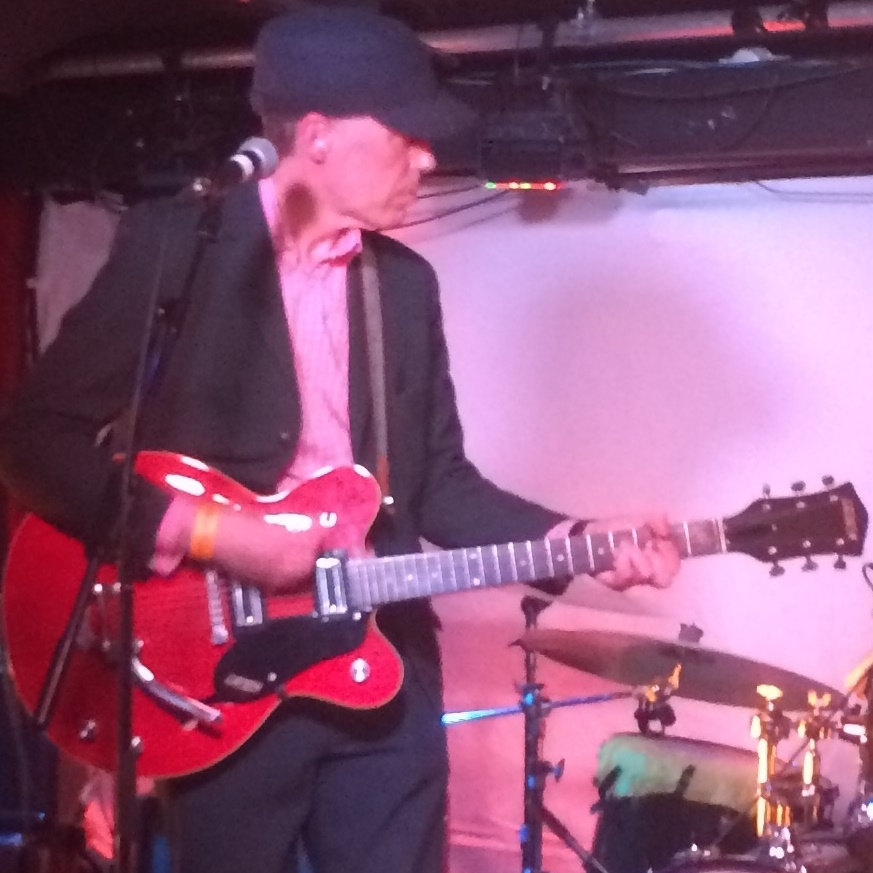
David Westlake indiepop-zenész 2014-ben

Az indie pop egy alternatív könnyűzenei műfaj, amely az Egyesült Királyságban jött létre az 1980-as évek derekán. Gyökerei több irányba nyúlnak vissza: közvetlen előzményei között felismerhetők az alternatív rock és a Postcard Records skót poszt-punk együttesei által megjelenített irányzatok éppúgy, mint az évtized egyik domináns brit popzenekarának tekinthető The Smiths által játszott stílusok. Távolabbi előzményei közé sorolhatók azok az 1960-as évektől kezdve létrejött lánycsapatok, illetve az általuk játszott zenék is, melyek részint a brit beatzene, részint a beat és más hatások nyomán kialakult európai kontinentális irányzat, a yé-yé mentén álltak össze.

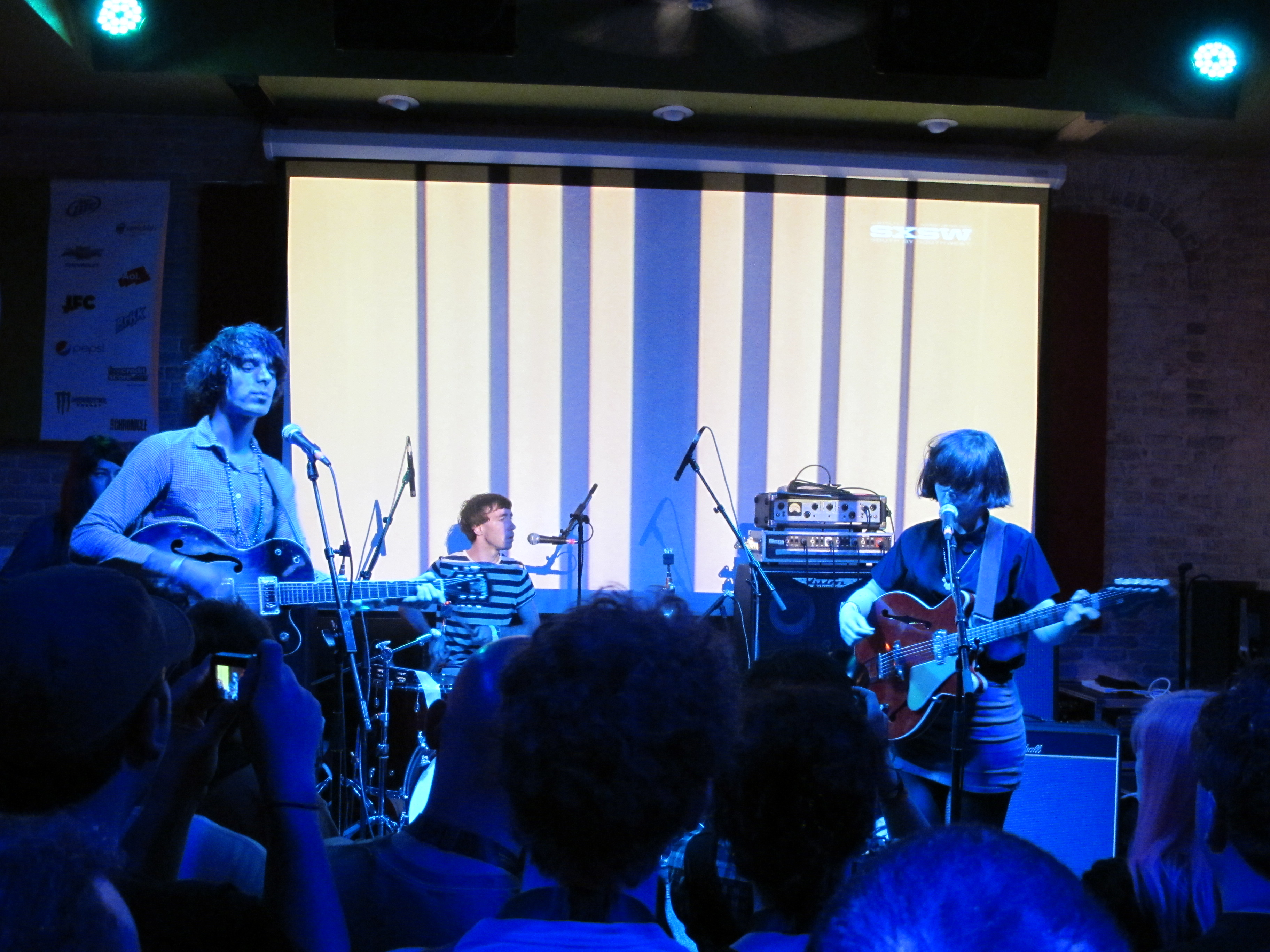
A Veronica Falls nevű indiepop-együttes 2011-ben

A stílus nevében az "indie" kifejezés az 1980-as évek elejétől létrejövő független ("independent")lemezkiadókra utal, csakúgy, mint az indie rock vagy más hasonló elnevezésű zenei műfajok esetében. Maga az elnevezés azonban közvetlenül is kapcsolható egy konkrét, 1986-os dátumhoz, amikor egy válogatáslemez megjelentetésekor a New Musical Express először használta ezt a kifejezést. Rövidesen kialakult, hogy ez a megjelölés a 60-as évek popzenéit idéző, sok gitárjátékkal operáló, dallamos popzenei dalszerkezeteket jelölje.
Az 1980-as évek végétől kezdve az indie pop műfaj reprezentánsait olyasmikkel kezdték kritizálni, hogy zenéjük lomha és jellegtelen, a stílus azonban még az 1990-es években is sokáig népszerű maradt, legalábbis az Egyesült Királyságban. Hosszabb szünet után, 2006-ban egy időre újból magasba emelkedett az indie pop népszerűsége, néhány, abban az évben kiadott válogatáslemez hatására. Az indie popnak még ma is kitartó rajongótábora van (nem csak az Egyesült Királyságban), és a hangzása világszerte sok zenészt inspirál a mai napig is.

## Gyökerei
Az indie pop születése arra a poszt-punk "robbanásra" vezethető vissza, amely egyrészről bizonyos korlátozott példányszámú, általában fénymásolatban terjesztett fanzinok tematikájában, másrészről olyan, kisebb volumenű, jobbára specializált üzleteket ellátó lemezkiadók tevékenységében mutatkozott meg, mint amilyen például a londoni Rough Trade Records, vagy a glasgowi Postcard Records volt. Elősegítette az irányzat formálódását az is,. hogy a Record Business című folyóirat 1980 január közepétől publikálni kezdte a független lemezkiadók által kiadott számok slágerlistáját, majd hasonló listák elkezdtek felbukkanni más brit zenei magazinokban is. Mindezekre reagálva a New Musical Express című brit zenei hetilap 1981-ben megjelentetett egy válogatáskazettát is, C81 címmel, melyre összesen 25, független kiadók által megjelentetett, s az 1981-es évre jellemző szám került fel. Mind a 25 számot más-más előadótól válogatták be az összeállításba, amely így a poszt-punk korszak számos eltérő megközelítését jelenítette meg.

## Fordítás
Ez a szócikk részben vagy egészben  az   Indie pop című angol Wikipédia-szócikk fordításán alapul.  Az eredeti cikk szerkesztőit annak laptörténete sorolja fel. Ez a jelzés csupán a megfogalmazás eredetét és a szerzői jogokat jelzi, nem szolgál a cikkben szereplő információk forrásmegjelöléseként.